# Batalla de Tánger (1664)
La batalla de Tánger fue una acción ofensiva del rais Khadir Ghaïlan contra un destacamento militar de Tánger bajo soberanía inglesa, que tuvo lugar el 4 de mayo de 1664 en Tánger, Marruecos. 

## Desarrollo
En 1661 el imperio portugués cedió la plaza fuerte de Tánger a Reino Unido. La plaza se incorporó al imperio colonial inglés y fue puesta bajo el mando del oficial escocés Andrew Rutherford, conde de Teviot, que mandó reforzar las defensas de la ciudad. 
El 4 de mayo de 1661 Khadir Ghaïlan, Gayland (su nombre en inglés), líder marroquí en la zona, emboscó la partida inglesa a la colina Judía para el aprovisionamiento de materiales de construcción y forraje. Estaba escoltada por 500 soldados al mando del conde de Teviot, que fueron sorprendidos por 3.000 hombres a las órdenes de Ghailan, quienes les hicieron retroceder a Tánger ocasionando un gran número de bajas a los ingleses, incluido el propio Rutherford. Esta fue la mayor derrota sufrida por la guarnición durante la ocupación inglesa de Tánger (1661-1684).
A la muerte del conde de Teviot John Fitzgerald asumió el cargo de gobernador de Tánger. La inestabilidad política en Marruecos ocasionó una menor presión sobre la ciudad. En 1666, tras la derrota de la república de Salé por los alauitas, Fitzgerald negoció un alto el fuego que no tuvo efecto.
La ciudad no sufrió un ataque importante antes del gran asedio de Tánger en 1680.